# Shota Yomesaka
Shota Yomesaka (嫁阪 翔太 Yomesaka Shota?), född 19 oktober 1996 i Osaka prefektur, är en japansk fotbollsspelare.
Yomesaka började sin karriär 2015 i Gamba Osaka. 2018 flyttade han till Grulla Morioka (Iwate Grulla Morioka).